# 北港 (台灣古名)

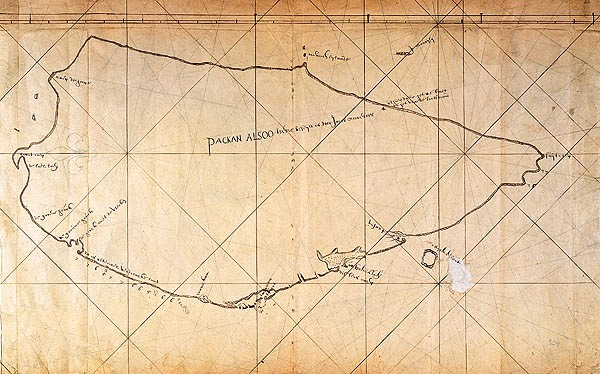
1625年荷蘭人Jacob Noordeloos所繪《北港圖》標示台灣為「Packan」

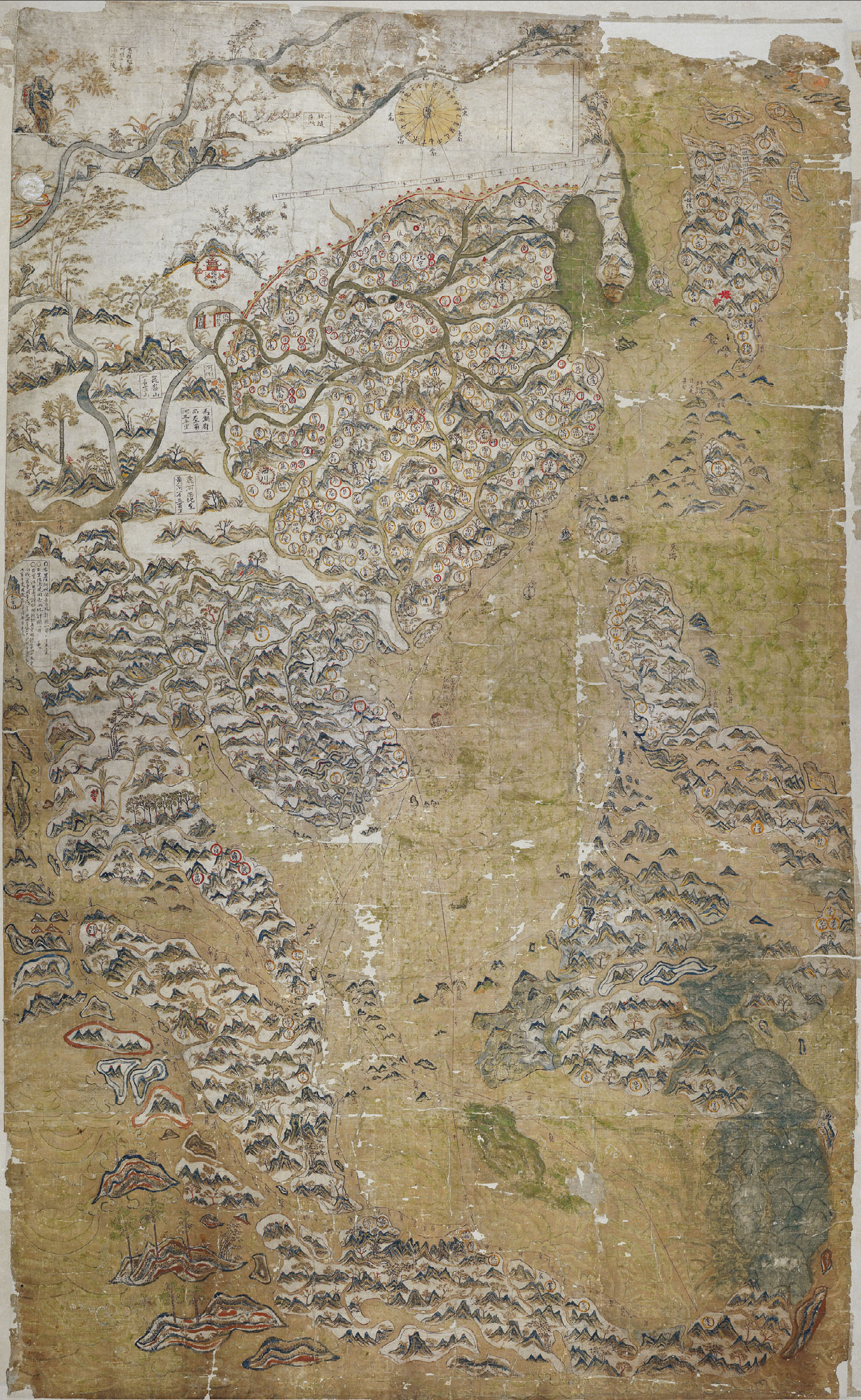
17世紀初塞爾登地圖描繪航線針路，在推定為台灣之處標示「北港」、「加里林」兩地名

北港（西班牙語：Pacan；荷蘭語：等眾多拼寫法）在16世紀後半原是指台灣西南海岸，後來17世紀演變成台灣全島的稱呼。有說法認為源自台灣原住民西拉雅語:83頁註釋。當時漢人漁夫常季節性前往北港捕抓烏魚，留日漢人與日本海商或海盜與原住民進行鹿皮貿易，17世紀初以後，留日漢人與日本海商或海盜、荷蘭人先後在此聚集進行絲銀貿易，逐漸成為台灣的總地號。

## 記載
推定16世紀末成書的明代航海針路手冊《順風相送·松浦往呂宋》記載「五島山過去遠用坤申放洋五十四更（往西南行約五天半），若不見山，用丁未二更（轉南南西約5小時）見小琉球雞籠頭山。巡山使上用丙午六更（沿海岸往南微偏東約14小時）見北港沙馬頭、大灣山」。1592–1594年福建巡撫許孚遠〈疏通海禁疏〉提及福建同安等處「奸徒」常「駕使鳥船，稱往福寧卸載、北港捕魚，及販雞籠、淡水者，往往私裝船硝等貨潛去倭國」；明官方為防止軍品走私到日本，漁船前往北港或商船前往雞籠、淡水，都必須向官方申請船引許可；〈海禁條約行分守漳南道〉又提及「又有小番，名雞籠、淡水，地鄰北港捕魚之處，產無奇貨，水程最近。與廣東、福寧州、浙江、北港船引一例，原無限數，歲有四五隻或七八隻不等往販」。1606年姚旅起撰《露書》：「鹿筋、烏魚子、鰻魚脯最佳味……皆來自北港番」。
1609年日本江戶幕府德川家康頒發朱印狀並派遣肥前國藩主有馬晴信前往南洋，途中探查高砂國（今台灣），掠奪船隻與當地住民衝突；1615年長崎代官村山等安首次獲頒幕府發給前往高砂國貿易的許可朱印狀，籌畫拿下高砂建立對明貿易據點，不須經過西班牙、葡萄牙控制的馬尼拉、澳門轉口，琉球國王遣使往明通報日本的計畫。次年村山氏高調派遣三千大軍13艘船，由長崎前往高砂島，引起周遭各國官方疑懼。村山氏船隊遇颱風四散而只有一艘船難漂流至台灣，遭原住民圍攻不敵，切腹全滅；另有三艘船前往浙江攻殺當地居民上千人，兩艘船前往福建沿海攻擊當地船隻、綁架明軍把總董伯起，次年1617年明石道友將其送返。明將韓仲雍、沈有容與明石在海上會面談判，明將質問日方「何故謀據北港？」明石回答日方只是商船長年在此停駐進行貿易，並沒有登島長期久住的意圖，明方的質問是來此捕魚的漢人謠傳，而明將則反駁是琉球來報日方欲「窺佔東番北港」，韓仲雍要脅日方如不退出東番，將嚴令「寸板不許下海、寸絲難望過番」。1620、1626年日本文獻記載漢人向日本人借銀「往北港經紀」。1620年代明官方文書屢屢提到日本（或留日漢人）海賊盤踞東番北港、擄掠商船。16世紀後半到1630年代，以「北港」一詞指稱台灣或台灣的某區域，持續在明代文獻出現。
1618年英國東印度公司駐日本平戶商館館長理查·考克斯（Richard Cocks）向公司報告，有關日本人、留日漢人海商近幾年來在英國海圖上的「Formosa」（日人稱高砂島）所進行的絲銀貿易情況。
1619年西班牙菲律賓總督Alonso Fajardo de Tenza派遣道明會士馬蒂涅（Bartolomé Martínez）出使明國，期間兩度前往台灣西南部。馬蒂涅撰寫〈（征服福爾摩沙島的利益）〉報告，建議為對抗日本、荷蘭、留日漢人海盜等勢力，西班牙應該佔領台灣，報告中稱台灣為福爾摩沙島，最好在島上稱為「（北港）」地方的港口建立堡壘，該地物產豐富，有許多漁獲、鹿皮，不受明官方拘束，全年都可與明、日、呂宋、東南亞各國轉口自由貿易。
1622年荷蘭人攔截到一封西班牙書信，內容與馬蒂涅的報告相似，於是搶先在西班牙人之前，荷蘭東印度公司指派雷爾生前往澎湖設立據點，與明方談判要求貿易。1623年8月雷爾生與明方互通書信指責明方出爾反爾，提到過去的談判明方已經承諾「Packan有個好地方適合我們（荷方）的大船」；9月，荷蘭文獻記載福建官方發布的禁令，稱漢人假裝到北港捕魚，實際是前往北港與荷蘭人交易，於是禁止其本國船隻前往北港，但如果荷蘭人離開澎湖，則人民可再度前往北港（Packan）。1624年公司佔領台灣之後，1625年3月首次派出船隻實地「勘察北港島或福爾摩沙島」，繪出的《北港圖》將全島標示為，認為福爾摩沙島就是漢人所說的北港，於是北港成為荷蘭人指稱台灣全島的名稱，荷治時荷蘭文獻與地圖常常明白標示「福爾摩沙島又稱北港」。
第二任代理台灣長官德·偉特呈交總督的報告描述「又稱福爾摩沙」、「又稱福爾摩沙島」、「福爾摩沙島又稱」。
第三任長官彼得·納茨曾於呈交總督的報告中指出「福爾摩沙島被漢人稱為北港；稱為大員的小島，我們稱 」。:256-260
1631、1636、1644、1662年Hessel Gerritsz、約翰內斯·揚松紐斯（Jan Janssonius）、Frederick de Wit等人所繪製的地圖，以及1662年公司退出台灣後 Balthasar Bort（鄭、清文獻稱其「荷蘭出海王」）出使清國所繪製的台灣島圖，都標示北港又稱福爾摩沙島（等標示）。:256-260
清軍入關到攻入廣東後，1650年代初荷蘭人派遣使節前往廣東與清政權的漢王平南王、靖南王耿繼茂互通文書。1653年廣東巡撫李棲鳳轉達的文書稱當時台灣長官為「荷蘭國台灣虞文礁律管理北港地方等處事尼高朥氏攀直武祿」，其中「虞文礁律」為荷語「（長官）」音譯，「尼高朥氏攀直武祿」為時任長官尼可拉斯·維堡（Nicolaes Verburgh）的音譯；《巴達維亞城日誌》轉錄靖南王（荷蘭語：Singhnamongh）耿繼茂文書的荷語譯文為「（統治北港及其所屬領土的大員之荷蘭長官）」。1655年荷蘭東印度總督馬綏克寫給平南王、靖南王的文書，其現存的漢譯本亦稱荷蘭人「初在北港」。荷清雙方的文書中，「、台灣」皆應是指熱蘭遮城的所在，「、北港地方」指今台灣全島。:256-260:61-62
1648–1650年來台的公司德籍傭兵卡斯帕·施馬爾卡登的遊記《東西印度驚奇旅行記》（記為）、1670年荷蘭史學家Olfert Dapper著作《荷使第二及第三次出訪中國記》（記為）、1726年荷蘭宣教師法蘭汀著作《新舊東印度誌》（記為），皆記載「北港」是福爾摩沙人原住民稱呼自己的島。甘為霖在前述荷文著作1903年的英譯本，記述其30年來在台灣各處旅行，從未聽過有人將福爾摩沙稱做北港。:10
1662年鄭氏擊退荷蘭後，逐漸不再使用北港稱台灣。清治初期的方志未見記載「北港」，到乾隆年間笨港改稱北港，此時方志出現台灣島在明代稱為「北港」的記載。:2611771年來台的匈牙利伯爵貝紐夫斯基，記載福爾摩沙島上有「Paccahimba當地的人都稱福爾摩沙島為Touaiouai」，Paccahimba疑是西拉雅語島，即北港，Touaiouai應為大員。:83:77

## 來源
「北港」一詞的來源主要可分為下列不同的說法：
古魍港內海內
推定1680年代以後成書的《指南正法》：「澎湖……用單巽（往東南方航行）取台灣港口。……澎湖暗澳……乙辰五更（往東南東方航行約12小時）取蚊港，蚊港亦叫台灣，係是北港，身上去淡水，上是圭籠頭。下打狗子……。遠看沙灣樣，近有港鯤身」。蚊港即魍港，學界普遍認為在今嘉義布袋、台南北門。
1610年代〈福建海防圖〉由左至右依序繪出鄰近的北港、大線頭、魍港，這是目前所知各種地圖史料中惟一標註北港位置的地圖。陳宗仁認為這三處地名皆在古魍港內海內。
台江內海；大員
16世紀的文獻已有記載魍港與北港，大員似乎始見於17世紀初陳第〈東番記〉。1659–1692年顧祖禹《讀史方輿紀要》：「北港即彭湖之唇齒，失北港則唇亡而齒寒......北港蓋在彭湖之東南，亦謂之台灣」:23,註36，此處「台灣」即為「大員」。周運中認為當時文獻中的北港不可能是台灣北部，而台江內海為最佳烏魚集中的環境，吸引漁民前往，此大港灣的北部則稱為北港；注入台江內海北側曾文溪口的原住民是目加溜灣，其南是新港社，再南是大目降社，而目加溜灣的前半音節和大目降的後半音節接近台語的北港，所以北港地名也有源自原住民語的可能。:8-10
北台灣雞籠、淡水
1617年成書張燮《東西洋考·東番考·雞籠、淡水》：「雞籠山、淡水洋在彭湖嶼之東北，故名北港」，《明史》沿用此說。
陳佳榮認為「北港」一詞更早出現時應是指台灣西南海岸台南附近，後來《東西洋考》、《明史》誤置於台灣北部，造成後世解讀的混亂。
笨港
日治時連橫《台灣通史》：「北港一名魍港，即今之笨港，地在雲林縣西」。在今雲林北港、嘉義新港。
台灣史學界普遍認為連橫「魍港即笨港」的說法並不正確。至荷治時，魍港和笨港就是不同的兩地，史書所稱的北港在澎湖的東南方，而笨港在澎湖的東方。魍港在16世紀末–17世紀初，漢人漁夫在此海域季節性的往捕烏魚，留日漢人與日本海商或海盜在此貿易寨居；笨港在荷治時是新開闢的鹿皮貿易獵場，當時並無漢人拓墾，相傳鄭氏時漳泉人開始入墾，清乾隆年間因大水改變地貌，其後北側才改名北港。